# Бахорістон (Шахрітуський район)
Бахорісто́н (тадж. Баҳористон) — село у складі Хатлонської області Таджикистану. Входить до складу джамоату Талбака Садріддінова Шахрітуського району.
В радянські часи село називалось Кизил-Аскар.
Населення — 1228 осіб (2017).